# Ранкович, Славка
Ладислава (Славка) Ранкович (сербохорв. Ладислава Славка Ранковић / Ladislava Slavka Ranković), в девичестве Ладислава Бецеле (словен. Ladislava Becele, сербохорв. Ладислава Бецеле / Ladislava Becele; 25 мая 1920, Зград — сентябрь 2008, Белград) — югославский политик, доктор экономических наук, участница Народно-освободительной войны Югославии.

## Биография
Родилась 25 мая 1920 года в селе Заград (около Ново-Место, Словения). Словенка по национальности. Окончила начальную школу и гимназию в Ново-Место, до войны училась в школе экономики Люблянского университета.
После оккупации Югославии в 1941 году Славка прекратила учёбу и вернулась в родное село. Как член сокольского движения, вместе со своими двумя братьями и сестрой ушла в партизанское движение. Осенью 1942 года во время наступления итальянцев погибла старшая сестра Мери (старше на два года), а родители были расстреляны. В начале марта 1943 года погиб младший брат Виктор (младше на 2 года). До весны 1944 года она служила в 3-й словенской ударной бригаде имени Ивана Цанкара, позже чего была направлена в Дрвар в Верховный штаб НОАЮ. Там она вошла в Отдел шифрования, главой которого была Бранка Савич, супруга Павле Савича.
Вместе с другими членами Верховного штаба Славка скрывалась в пещере Тито в Дрваре во время высадки десанта СС в Дрваре. После разгрома десанта она отправилась на Купресское поле, откуда на советском самолёте вылетела в Бари, а затем на остров Вис. Оставалась на острове до осени 1944 года, пока не вернулась с Александром Ранковичем в освобождённую Сербию.
После освобождения страны и завершения войны Ладислава Ранкович работала в ЦК КПЮ как секретарь организационного секретаря ЦК КПЮ Александра Ранковича. Окончила в 1954 году экономический факультет Белградского университета, в 1962 году защитила диссертацию «Основные общественно-экономические проблемы эффективности внедрения новой техники в социалистической экономике» (серб. Основни друштвено-економски проблеми ефективности увођења нове технике у социјалистичкој привреди). В дальнейшем работала руководителем практики в Высшей школе экономики и коммерции, а также ассистентом экономического отделения Института общественных наук в Белграде. С 1962 года — доцент, с 1968 года — профессор экономического факультета Белградского университета, автор ряда книг по экономике.
В 1946 году Славка вышла замуж за Александра Ранковича. На свадьбе свидетелями были Крсто Попивода (со стороны Александра) и Борис Зихерл (со стороны Ладиславы). В браке родился сын Слободан. В 1983 году Александр умер. Славка же пережила его на 25 лет, скончавшись в Белграде в сентябре 2008 года. Похоронена на Новом кладбище Белграда на Аллее Народных героев рядом с мужем.
Автор мемуаров «Жизнь с Леко: воспоминания» (серб. Живот уз Леку: сећања), изданных в 1998 году и переведённых на словенский в 2002 году.
Кавалер ряда орденов и медалей, в том числе партизанской памятной медали 1941 года и Ордена Труда с Красным знаменем.